# 周国斌
周国斌（？—），中华人民共和国外交官，曾任中华人民共和国驻也门共和国特命全权大使。